# レスパス
レスパス（Lespas）とは、日本の大手インターネット企業グリー株式会社の子会社である株式会社レッスンパスが運営する、フィットネスやウエルネス領域のレッスンの通い放題サービスを提供するウェブサイト及びアプリである。

## 概要
2015年1月に設立された株式会社レッスンパスが、同年4月より月額定額サービスの運営を開始した。
2016年10月現在、東京都、神奈川県、千葉県、埼玉県、茨城県、栃木県、愛知県、三重県、大阪府、京都府、兵庫県のスタジオが加盟する。2016年10月現在、レスパスに加盟するスタジオ数は2500を超える。

## 沿革
- 2015年1月 - グリーの子会社として、株式会社レッスンパス設立。
- 2015年4月 - 月額制フィットネス通い放題サイト「レスパス」サービス開始。
- 2015年11月 - 京都・神戸にレスパスの提供エリアを拡大。
- 2016年2月1日 - レスパス公式アプリの提供開始。
- 2016年10月 - レスパス加盟スタジオ数2,500スタジオ。
- 2017年3月 - サービス提供を終了。

## 特徴
- 初期費用や入会金が不要。
- 利用には9800円の月額費用がかかる。
- 提携スタジオは2500以上。
- 提携スタジオに通い放題[注釈 1]。
- 幅広いジャンルのアクティビティのレッスンが提供される。

## アクティビティ
ヨガ、ピラティス、ダンス、バレエ、ファンクショナル・トレーニング、格闘技、ゴルフなど10種類のアクティビティのレッスンが提供されている。
ヨガ
アシュタンガやハタヨガなど様々な種類のヨガが提供されている。全国約639件のスタジオが提供。
ホットヨガ
ヨガの中でも室温39度前後、湿度60％前後に保たれた室内で行うヨガ。全国約87件のスタジオが提供。
ピラティス
ヨガと比べて、より身体つくりに重点がおかれたアクティビティ。全国約293件のスタジオが提供。
ストリートダンス
ヒップホップ、ブレーキン、ポップ、ロック、ジャズやレゲエなどのストリート系のダンス。全国約212件のスタジオが提供。
バレエ
ロマンティック・バレエ、クラシック・バレエ、モダン・バレエがある。全国約143件のスタジオが提供。
ダンス
ポールダンスやハワイアンなどのダンス。全国約666件のスタジオが提供。
ゴルフ
最新のシミュレーションゴルフを採用したインドアレッスンや、屋外型練習上でのレッスン。全国約216件のスタジオが提供。
ボルダリング
ロープを使わずに低い岩や岩壁を登るアクティビティ。全国約48件のスタジオが提供。
ファンクショナルトレーニング
スポーツや運動の実際の動きに則した形で行うトレーニング。全国約363件のスタジオが提供。
格闘技
カポエイラや柔術などの格闘技。全国約359件のスタジオが提供。